# Zeilen op de Paralympische Zomerspelen 2000

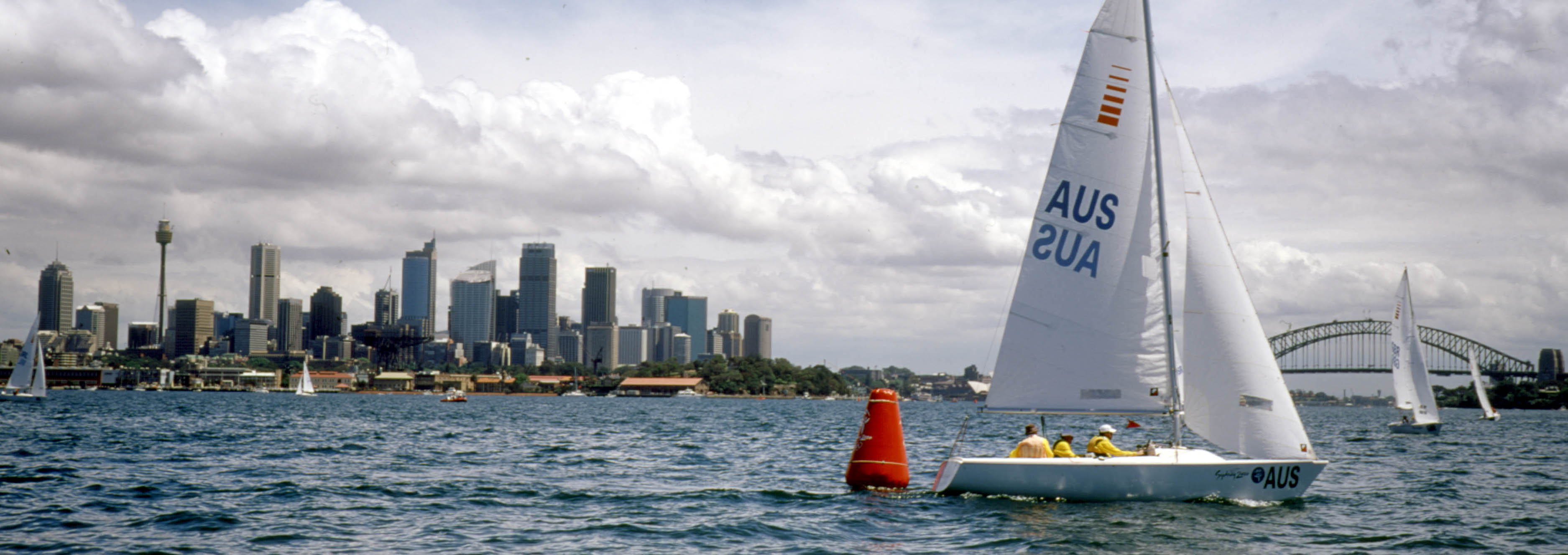

Op de XIe Paralympische Spelen die in 2000 werden gehouden in het Australische Sydney was zeilen een van de 19 sporten die werd beoefend. Dit was de eerste keer dat zeilen officieel op het programma stond.

## Evenementen
In totaal waren er twee onderdelen op de Paralympics in 2000. 
- 2.4mR, eenpersoonsboot
- Sonar, driepersoonsboot

## Gemengd

### 2.4mR
| Punten | land | Goud          | land | Zilver            | land | Brons        |
| ------ | ---- | ------------- | ---- | ----------------- | ---- | ------------ |
| 10     | GER  | Heiko Kroeger | DEN  | Jens Als Andersen | USA  | Thomas Brown |

### Sonar
| Punten | land | Goud                                    | land | Zilver                                 | land | Brons                                       |
| ------ | ---- | --------------------------------------- | ---- | -------------------------------------- | ---- | ------------------------------------------- |
| 14     | AUS  | Noel Robins Jamie Dunross Graeme Martin | GER  | Peter Reichl Peter Muenter Jens Kroker | CAN  | David Williams Paul Tingley Brian MacDonald |

Atletiek · Bankdrukken · Basketbal · Boogschieten · Boccia · CP-voetbal · Goalball · Judo · Paardensport · Rugby · Schermen · Schietsport · Tafeltennis · Tennis · Volleybal · Wielersport · Zeilen · Zwemmen
Atlanta 1996 ·
Sydney 2000 ·
Athene 2004 ·
Peking 2008 ·
Londen 2012 ·
Rio de Janeiro 2016